# BYOB (アイドルグループ)
BYOB（ビョブ）は、日本の4人組女性アイドルグループ。
2014年に秋葉原ディアステージで結成した4人のメンバーにより、旧名のシンセカイセンなどで活動。2019年、パーフェクトミュージックへの移籍を契機に、コンセプトをアップデートして現ユニット名となる。由来の"Bring your own bottle"が新局面でのキーワードでもあり、また「ガールズアンセムがITなパーティを作り出します」と掲げる。2020年、一部メンバーが入れ替わり、4人体制となった。また、同年12月に解散が発表された。

## メンバー
| 名前                              | 誕生日   | 出身地   | 担当色                 | 備考 | ファンの呼称    |
| --------------------------------- | -------- | -------- | ---------------------- | --- | --------------- |
| キャン ディスン (CAN DYSUN)       | 11月16日 | 福岡県   | ベイビー ブルー (水色) | ソロ曲「愛Scream!!!」「PIECE OF CAKE」を配信。TVアニメ『コンレボ』挿入歌を担当。ヘアメイクもしていた。 目標とするさいたまスーパーアリーナ・ワンマンへの旗振り役。 | 糖分            |
| 神楽坂 れたす (かぐらざか れたす) | 3月26日  | 神奈川県 | サイバー グリーン      | ソロ曲「awake」を配信。 黒髪。滑舌が良くて早口。 様々な音楽が好きでライブも観る。                                                                                 | 農家            |
| 松永 ゆずり (まつなが ゆずり)     | 9月23日  | 愛知県   | なまにく レッド        | 踊り手としても活動。 明治大学を卒業。 服装などをよくInstagramに掲載する。                                                                                         | Y'DOGS (イヌズ) |
| 水城 夢子 (みずき ゆめこ)         | 4月22日  | 富山県   |                        | 2023年10月17日、病気のため死去。 |                 |

### 旧メンバー
| 名前                    | 誕生日  | 出身地 | 担当色            | 備考 | ファンの呼称 |
| ----------------------- | ------- | ------ | ----------------- | --- | ------------ |
| 鳴海 ちか (なるみ ちか) | 8月30日 | 東京都 | プリンセス ピンク | ソロ曲「Empty」を配信。 2013年‐2015年、ディスンと共にfripSideのバックダンサー。 2019年、『eQリーグ』にDS☆ゲーム部で出場。 2020年2月26日に卒業、引退。 | ROMANCHiKA   |
| 藤和 まほ (とうわ まほ) | 8月4日  | 三重県 |                   | |              |

## 略歴
2013年度、夏にキャンディスン・豊崎ゆづ（現：松永ゆずり）・鳴海ちか、冬には神楽坂れたす、同い年の4名が秋葉原ディアステージに相次いで入店しディアガールとなる。なお、鳴海とディスンが出会ったのは中学校時代。
2014年、ディアステージにて始まったシングルCDシリーズ「ツキイチ！」のvol.06に、この4人でユニット「Gimmick!」を結成して参戦。投票で1位に選ばれ「BREAK IT OUT」を6月にリリース。外部のイベントにも出演し始める。
2015年4月、豊崎は同店を卒業して一旦は就職活動を始めるが、しばらく経ってGimmick!の3人と再び合流し、松永柚鈴と改名。
2016年3月、ユニット名を「PamperRevivePeople」と改め、元の4人での活動を開始。フェスなどの出演に際し「ゆるゆるMCとキレキレパフォーマンスのギャップが見所」とも紹介された。しかし当面は新曲を得られず、メンバー自身の手作りで音源・振付け・衣装・物販などを模索しながら活動を続けたという。
2017年2月14日、高円寺HIGHでの主催ライブ『paripa〜2/14の片思い編〜』にて「シンセカイセン」への改名が発表され、新曲「ハカイノウタ」を初披露、活動を本格化。楽曲の持つ特徴や力についても注目され、様々なフェスなどの経験を踏まえて急成長。ファン層も拡がり、「ハードで美しいテクノサウンドを自分たちのモノにしている」と評された。
同年の後半以降、シングル曲をダウンロードカードという形で次々とリリース。
2018年1月20日、初のワンマンライブ「シンセカアップデート中ver.1.0-START NEW WORLD-」を開催し成功させた。4月7日、新たに開店した「秋葉原ディアステージ名古屋店」にも盛り上げ隊長として4人で入店。名古屋に活動拠点を広げて「シンセカハウス」での共同生活を始めた。
夏には、3ヵ月連続シングルリリースに挑戦し、達成した。6月30日から、東名阪ワンマンライブツアー『SSS TOUR2018‐Chaos Theory‐』を開始。秋葉原ディアステージの外壁看板にも初登場し、10月16日に初の全国流通CDシングル「ハカイノウタ(2018 update) c/w ドゥイ☆ドゥイ」をリリース。10月20日には『SSS TOUR2018‐Chaos Theory‐』ファイナルの東京公演を開催した。
2019年1月29日、1stアルバム『SSS』をリリース。「多様なダンスミュージックのビートが詰め込まれた聴き応えのある作品」と評価される。3月9日にはリリース記念ワンマンライブを開催した。
2019年6月7日、『ディアステージとパーフェクトミュージックがなにかを発表する合同ライブ。きりひらけ！れいわっ！at ZEPP TOKYO』にて、ディアステージと経営統合したパーフェクトミュージックに移籍することを発表。7月2日・3日の2daysで、4人は秋葉原ディアステージ卒業式を開催した。7月21日に二部制で開催した新体制ファーストワンマンライブの第2部では「BYOB」への改名を発表し、5曲もの新曲で進化を遂げたライブを披露した。10月に入ると、2デイズで主催ライブを行い、新たに公式サイトを開設、公式ファンクラブが発足した。
2020年1月25日、鳴海が卒業と引退の意志を表明。2月16日のライブをもってBYOBを卒業し、活動を引退した。3月20日には、新メンバーとして水城夢子・藤和まほ の2名が加入するとの予定を発表した。また、10月16日には藤和まほのグループ脱退が公表された。
2020年12月6日、同年12月末にグループ活動を終了する旨のお知らせが発表され、観客を入れての最終公演が12月16日に行われた。

## 作品

### シングル
|     | タイトル     | 発売日        | 規格品番  | 販売形態 | 備考・内容                                  |
| --- | ------------ | ------------- | --------- | -------- | ------------------------------------------- |
| 1st | BREAK IT OUT | 2014年6月29日 | MJDS-1022 | CD       | 「ツキイチ」Vol.06 作詞・作曲・編曲：MARKOV |

|     | タイトル                                     | 発売日         | 規格品番  | 販売形態          | 備考・内容 |
| --- | -------------------------------------------- | -------------- | --------- | ----------------- | --- |
| 1st | ハカイノウタ                                 | 2017年7月8日   | SSR-0001  | DLカード (SONOCA) | 全5タイプ（ジャケットは全42種） 以下全曲、作詞：利根川貴之、作曲：Dr.Usui、編曲：Dr.Usui & Wicky.Recordings                              |
| 2nd | Want U, Want U to Kiss Me                    | 2017年9月10日  | SSR-0002  | DLカード (SONOCA) | 全5タイプ（ジャケットは全30種） |
| 3rd | Actress                                      | 2017年10月22日 | SSR-0003  | DLカード (SONOCA) | 全5タイプ（ジャケットは全58種） |
| 4th | START NEW WORLD                              | 2018年1月20日  | SSR-0004  | DLカード (SONOCA) | 全5タイプ（ジャケットは全26種） |
| 5th | Knock!Knock!Knock!                           | 2018年4月21日  | SSR-0005  | DLカード (SONOCA) | 全5タイプ（ジャケットは全30種） |
| 6th | Up to You                                    | 2018年4月21日  | SSR-0006  | DLカード (SONOCA) | 全5タイプ（ジャケットは全30種） |
| 7th | Trust me                                     | 2018年6月9日   | SSR-0007  | DLカード (SONOCA) | （ジャケットは全12種） |
| 8th | あれ あれ？                                  | 2018年7月7日   | SSR-0008  | DLカード (SONOCA) | （ジャケットは全31種） |
| 9th | あの娘に伝えて                               | 2018年8月4日   | SSR-0009  | DLカード (SONOCA) | （ジャケットは全8種） |
| 1st | ハカイノウタ (2018 update) c/w ドゥイ☆ドゥイ | 2018年10月16日 | SSRDW0001 | CD                | 初の全国流通。オリコン週間シングルランキング29位。デイリー3位。週間インディーズシングル部門4位。Billboard JAPAN Top Singles Sales 23位。 |

|     | タイトル | 発売日        | 規格品番  | 販売形態 | 備考・内容         |
| --- | -------- | ------------- | --------- | -------- | ------------------ |
| 1st | Square   | 2020年7月31日 | PMFL-0024 | CD       | 通販・会場限定販売 |

### 配信シングル
|     | タイトル                 | 発売日         | 備考・内容                                                                              |
| --- | ------------------------ | -------------- | --------------------------------------------------------------------------------------- |
| 1st | After Dark               | 2019年10月3日  | 作詞：PPPNIIISE (ぱいぱいでか美)、作曲：nagomu tamaki 以下全曲、レーベルは Air the rooM |
| 2nd | FIRE BALL (feat. Yackle) | 2019年10月3日  | 作詞：BYOB・Yackle、作曲：Yackle                                                        |
| 3rd | Future World             | 2019年12月26日 | 作詞作曲：Hedy（エディ）                                                                |
| 4th | Lone                     | 2020年2月17日  | 作詞・作曲：Hedy                                                                        |
| 5th | Square                   | 2020年6月26日  | 作詞・作曲：Hedy この曲のみレーベルはPERFECTMUSIC                                       |
| 6th | freak out                | 2020年7月24日  | 作編曲：nagomu tamaki、作詞：ぱいぱいでか美                                             |

### アルバム
|     | タイトル                       | 発売日        | 規格品番   | 収録曲 | 備考 |
| --- | ------------------------------ | ------------- | ---------- | --- | --- |
| 1st | SSS                            | 2019年1月29日 | SSRDW0002  | \| # \| タイトル \| 作詞 \| 作曲・編曲 \| \| --- \| ------------------------------ \| ---- \| ---------- \| \| 1. \| 「SSSSOS」 \| \| \| \| 2. \| 「ドゥイ☆ドゥイ」 \| \| \| \| 3. \| 「Be Here Now」 \| \| \| \| 4. \| 「Knock! Knock! Knock!」 \| \| \| \| 5. \| 「Want U, Want U to Kiss Me」 \| \| \| \| 6. \| 「Up to You」 \| \| \| \| 7. \| 「あれ あれ？」 \| \| \| \| 8. \| 「もう少しだけ」 \| \| \| \| 9. \| 「Actress」 \| \| \| \| 10. \| 「Trust me」 \| \| \| \| 11. \| 「あの娘に伝えて」 \| \| \| \| 12. \| 「START NEW WORLD」 \| \| \| \| 13. \| 「ハカイノウタ (2018 update)」 \| \| \| | 全曲、作詞：利根川貴之、作曲：Dr.Usui、編曲：Dr.Usui & Wicky.Recordings 。 オリコン週間インディーズアルバムランキング6位。 |
|     |                                |               |            | | |
| #   | タイトル                       | 作詞          | 作曲・編曲 | | |
| 1.  | 「SSSSOS」                     |               |            | | |
| 2.  | 「ドゥイ☆ドゥイ」              |               |            | | |
| 3.  | 「Be Here Now」                |               |            | | |
| 4.  | 「Knock! Knock! Knock!」       |               |            | | |
| 5.  | 「Want U, Want U to Kiss Me」  |               |            | | |
| 6.  | 「Up to You」                  |               |            | | |
| 7.  | 「あれ あれ？」                |               |            | | |
| 8.  | 「もう少しだけ」               |               |            | | |
| 9.  | 「Actress」                    |               |            | | |
| 10. | 「Trust me」                   |               |            | | |
| 11. | 「あの娘に伝えて」             |               |            | | |
| 12. | 「START NEW WORLD」            |               |            | | |
| 13. | 「ハカイノウタ (2018 update)」 |               |            | | |

### コンピレーションアルバム
Gimmick!
- ツキイチ！〜DearStage2014〜（2015年1月31日、Dearstage Records、PPTF-8076）[注 7]

ソロ
- ツキイチ！2015〜DearStage〜（2016年1月23日、Dearstage Records、MJDS-1041）[注 8]
- ツキイチ！2016〜DearStage〜（2017年2月19日、DearStageRecords、MJDS-1062）[注 9]

PamperRevivePeople
- アイドルライブラリー vol.02 supported by JOYSOUND（2016年3月23日、エクシング・ミュージックエンタテイメント、XMEC-5008）[注 10][50]

### その他の楽曲
BYOB
- Sunset Thirsty（作詞：BYOB、作曲：nagomu tamaki）
- Holy Garden (作詞・作曲：Hedy)
- Mirror (作詞：ぱいぱいでか美、作曲：Hedy)

## ライブ

### 主催ライブなど
- JOYSOUND監修コンピアルバム『アイドルライブラリー Vol.02』発売記念ライブ（2016年3月25日、渋谷チェルシーホテル）[注 11]
- Halloween Night MOSO 大作戦 in Yokohama（2016年10月、横浜市開港記念会館）
- PaRiPa（2016年12月・2017年2月、高円寺HIGH）[51]
- シンセカアップデート中Ver.0.1〜（2017年3月 - ほぼ毎月、高円寺HIGH・TwinBox AKIHABARA・他）[52]
- シンセカアップデート中Ver.1.0-START NEW WORLD-（2018年1月、TSUTAYA O-WEST）- 1stワンマンライブ。
- SSS TOUR 2018 - Chaos Theory - 初の東名阪ワンマンライブツアー。
  - （2018年6月30日、梅田Shangri-La）
  - （2018年7月7日、名古屋ell SIZE）
  - （2018年10月20日、渋谷ストリームホール）
- シンセカアップデート中ver.2.47〜#BeHereなう編〜（2019年3月9日、高円寺HIGH）- 1stアルバム『SSS』リリース記念ワンマンライブ。
- シンセカイセン I 〜SEKAISEN  updated〜、シンセカイセン II 〜SEKAISEN  divergence〜（2019年7月21日、高円寺HIGH）- 現体制ラスト&新体制ファーストワンマンライブ。
- Sunset Thirsty（10月1日・2日、渋谷Glad）- BYOBになって初の主催ライブ。
- 飲まNIGHTプール!!! -Episode1〜-（2月16日 - 、高円寺HIGH）

### 大型フェスなど
- DEARSTAGE SHOWCASE 2015 -（2015年11月 -、赤坂BLITZ・品川ステラボール・他）
- TOKYO IDOL FESTIVAL（2016年 - 2018年、8月、お台場・青海周辺エリア）[25]
- アイドル横丁夏まつり!!（2017年・2018年、7月、横浜赤レンガパーク）[24]
- @JAM EXPO（2017年・2019年、8月、横浜アリーナ）

### 主なイベントなど
- JOYSOUND監修コンピアルバム『アイドルライブラリー Vol.02』発売記念イベント（2016年3月26日、J-SQUARE SHINAGAWA）
- 第2回 妄想大運動会（2016年10月、幕張メッセ国際展示場9～11ホール）
- バロンiドール杯（2017年 -、豊洲PIT・他)- UP-IN-DSチーム[53]
- 夢みる★ディアステージ in サンリオピューロランド（2017年5月、サンリオピューロランド）
- 艶めく☆ディアステージ[注 12]（2017年8月13日、新橋演舞場 地下特設会場「東(あずま)」
- 波のる☆ディアステージ（2017年9月2日、神奈川 三浦海岸）- 音霊 OTODAMA SEA STUDIO
- 聖なる☆ディアステージ（2017年12月16日、千葉 舞浜アンフィシアター）、（2018年12月25日、神奈川 横浜赤レンガホール）- エアトリ presents 毎日がクリスマス 2018
- 東京アイドル大運動会2017〜ただの運動会じゃないもん!〜（2017年10月9日、幕張メッセ 国際展示場10-11ホール）[54]
- JOYSOUND presents ねぇもう一回きいて？宇宙を救うのはやっぱり、でんぱ組.inc!（2017年12月30日、大阪城ホール）[注 13]
- DEARSTAGE名古屋オープニングセレモニー（2018年4月7日、秋葉原ディアステージ名古屋店）
- 旅する☆ディアステージ（2018年7月21日・22日、長野 NAGANO CLUB JUNK BOX、新潟 柳都SHOW!CASE!!）
- シンセカイセン卒業イベント-卒コン- DAY1・DAY2（2019年7月2日・3日、秋葉原ディアステージ）

## 出演

### ネット配信

#### レギュラー
- キミの、セカイにおじゃましま〜す！（2017年4月‐2018年3月隔週水曜18時、2018年4月第2 - 4水曜23時30分、5月 - 12月不定期水曜[注 14]19時または18時、2019年1月 - 6月毎月約1回21時または20時、約45分間[注 15]、SHOWROOM）[55][56]‐ ただし変更や休止の場合あり。
- でぃあの湯（2014年5月 - 9月、ニコニコ生放送）

#### 主な単発
- TOKYO IDOL 会議中（2016年5月27日、ニコニコチャンネル「TOKYO IDOL CHANNEL」）‐ゲスト。
- DEARSTAGE SHOWCASE 2017・他（2017年6月25日、LINE LIVE）[57]（2017年12月1日、Twitch）[58]
- mirin×Twitch channel（2017年7月14日〈鳴海、ディスン〉、11月16日〈全員〉、Twitch）[59]
- 富士山頂上 生放送！（2017年7月26日、LINE LIVE）[60]
- 東京アイドル大運動会2017〜ただの運動会じゃないもん！〜（2017年10月9日、ニコニコ生放送）[注 16]
- IDOL AND READチャンネル（ニコニコ生放送）
  - vol.3（2018年2月22日）- 全メンバーがゲスト。
  - vol.24（2019年11月19日）- 神楽坂がゲスト。
- 第一回アイドル激辛グルメ女王選手権（2018年9月7日、Twitch DEARSTAGE チャンネル）‐司会、他。
- 南波一海のアイドル三十六房（2019年2月7日、FRESH LIVE タワレコTV）- ゲスト[61]。

### ラジオ
- Dera☆Dear☆Stage（2018年4月7日 ‐ 2019年3月9日、19時30分‐20時00分、東海ラジオ）- ローテーション・レギュラーでのアシスタント。

### テレビ
- 探検バクモン（2016年10月5日、NHK総合）[62][63]
- 「えりぬきアイドルがその場で調べるニュースの結論（略して）バラ売り」（2017年2月11日・7月1日、2018年12月15日、Kawaiian TV）[注 17]
- でんぱの神神（2017年8月26日・他、BS朝日）[64]
- 田中・ねむの「ひらめけ！デンキッキ」（2018年6月16日・23日、KawaiianTV）

### キャンペーンなど
- JOYSOUND VR「シンセカイセン VR カラオケ」「シンセカイセン VR シークレットライブ」（2017年8月4日 -、エクシング、フェイス）[65]

### ミュージックビデオ
- 「Breathe Again」清水翔太（2019年8月21日）

### 舞台
- 甦える☆ディアステージ-Halloween pirikara stage-（2017年10月31日、恵比寿LIQUIDROOM）- ディスン：キャンティー 役、神楽坂：烈堕酢 役。

## 書籍

### 著作物
- シンセカ新聞（2018年4月・6月19日・7月3日）

### 関連書籍
- IDOL AND READ 021（2019年12月13日、シンコーミュージックエンタテイメント）- ディスンを含む三者の鼎談および撮り下ろし写真など20ページ掲載。